# Thomas Wright (Philosoph)

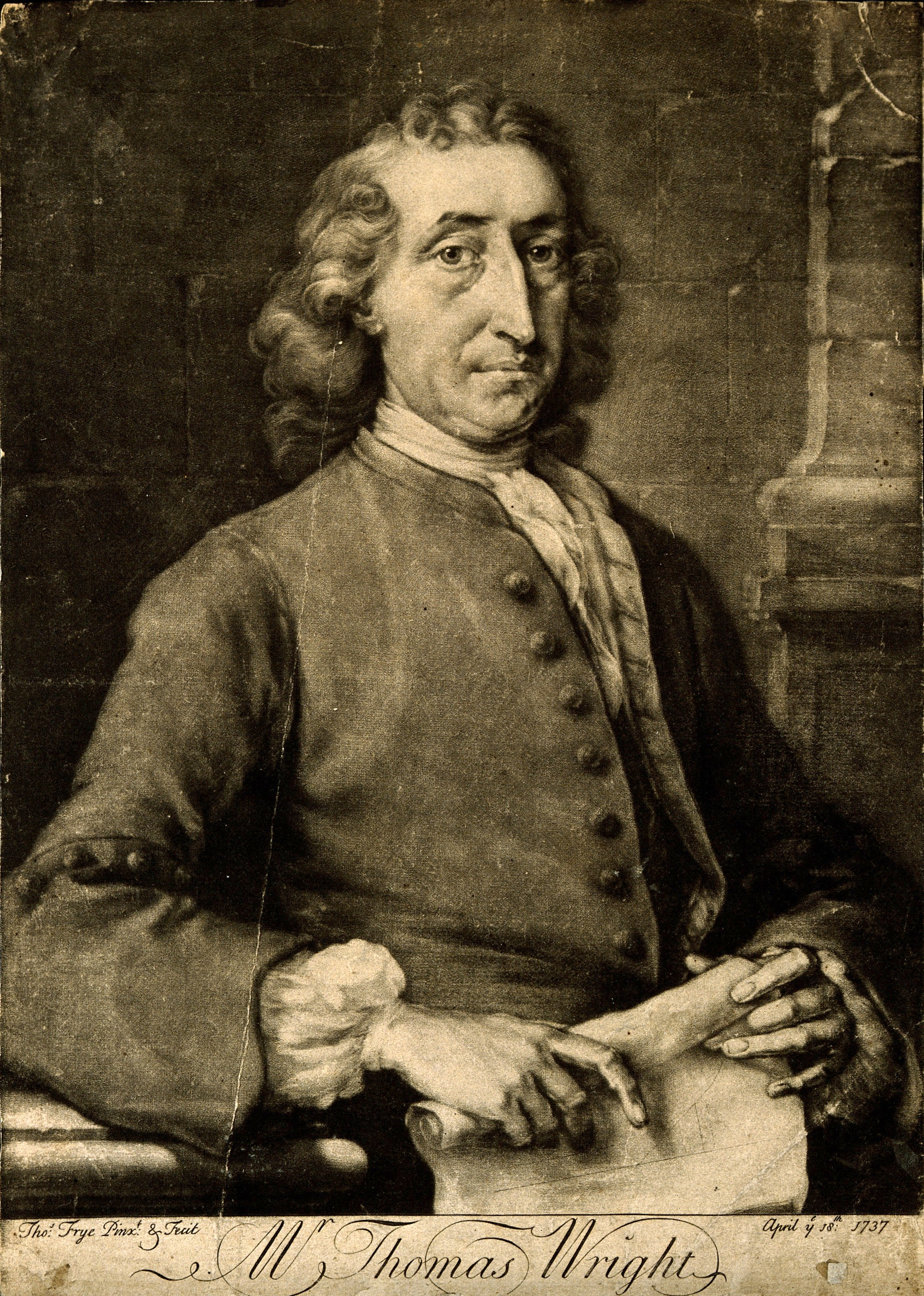
Thomas Wright

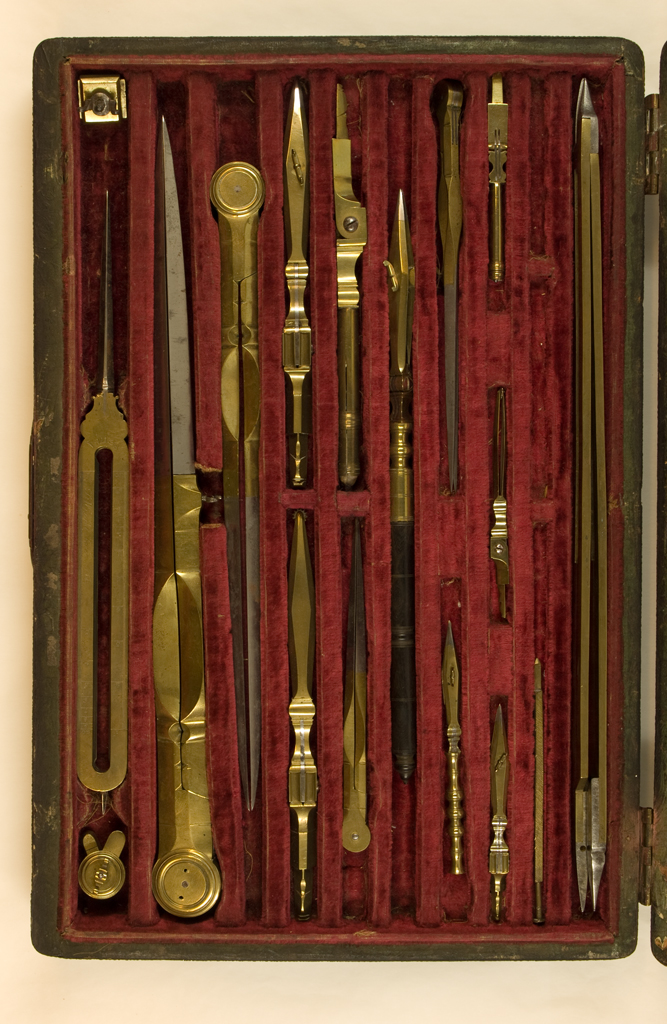
Reißzeug, Thomas Wright um 1750

Thomas Wright (* 22. September 1711 in Byers Green; † 22. Februar 1786) war ein englischer Philosoph, Astronom, Mathematiker, Instrumentenmacher, Architekt und Gartenarchitekt.

## Wirken
Sein bedeutendstes Werk ist An original theory or new hypothesis of the universe (1750). Darin vertrat er die (schon zuvor von Giordano Bruno geäußerte) Idee, dass die Sonne nicht wie im kopernikanischen Weltbild den Mittelpunkt des Universums darstelle, sondern in Wirklichkeit ein Fixstern unter vielen sei. Wright wies die Annahme einer homogenen Sternverteilung zurück und identifizierte die Milchstraße als aus Einzelsternen bestehende Scheibe, in deren Ebene sich die Sonne befindet. Auch betrachtete er die von Astronomen beobachteten Nebel als andere Galaxien.
Thomas Wright gehört mit den amerikanischen Astronomen William H. Wright (1871–1959) und Frederick E. Wright (1877–1953) zu den Namensgebern des Mondkraters Wright.

## Schriften
- An original theory or new hypothesis of the universe. 1750.